# 윤석권
윤석권(尹錫權, 1975년 3월 21일 ~ 은 KBO 리그의 전 내야수이다. 프로 은퇴 후 kt 위즈 육성팀장으로 역임하고 있다.

## 출신학교
- 1991년 ~ 1994년 : 경남고등학교
- 1994년 ~ 1998년 : 성균관대학교 (1994학번)